# Jacob Collamer
Jacob Collamer (Troy, 8 gennaio 1791 – Woodstock, 9 novembre 1865) è stato un politico statunitense, 13° direttore generale delle poste.

## Biografia
Nato nello stato di New York, studiò all'università del Vermont a Burlington, in seguito combatté nella guerra del 1812 e riprese gli studi specializzandosi in legge. Divenne socio del giudice James Emmett Barrett lavorando in uno studio legale, fu anche un rappresentante alla camera. Fu il tredicesimo direttore generale delle poste degli Stati Uniti durante la presidenza di Zachary Taylor (12º presidente). Dal 1855 al 1862 fu l'ultimo presidente del Vermont College Medical. Sposò Maria Collamer.